# Ingrid Hadler
Ingrid Hadler, född Ingrid Thoresen den 12 februari 1946, är en norsk orienterare. Hon blev världsmästarinna i stafett 1968 och individuellt 1970, och har även tagit två VM-silver och två VM-brons.
Ingrid Hadler gifte sig 1968 med den manlige orienteraren Åge Hadler (även han världsmästare).